# 圣叙尔皮斯-德吕费克
圣叙尔皮斯-德吕费克（法語：Saint-Sulpice-de-Ruffec，法語發音：[sɛ̃ sylpis də ʁyfɛk]，意为“吕费克的圣叙尔皮斯”）是法国夏朗德省的一个市镇，属于孔福朗区。该市镇总面积2.38平方公里，2009年时的人口为31人。

## 人口
圣叙尔皮斯-德吕费克人口变化图示